# 더 페리퍼럴
《더 페리퍼럴》(영어: The Peripheral)은 2022년 10월 21일부터 12월 2일까지 아마존 프라임 비디오에서 공개된 미국의 SF 텔레비전 시리즈이다.

## 개요
2032년 노스캐롤라이나주. 뛰어난 가상 현실 게임 실력을 지닌 플린은 한 회사로부터 의뢰를 받은 오빠 버턴을 대신해 진화된 햅틱 기술이 구현된 헤드셋을 착용하고 사이보그 아바타(페리퍼럴)을 조종하며 시뮬레이션에 진입해 지시에 따라 임무를 수행한다. 후에 플린은 자신이 가상 세계를 경험한 것이 아니라 양자 터널을 통해 70년 후 런던에 실제로 접촉했으며, 또한 자신이 다른 시간선의 미래에서 스터브(“stub”)라고 부르는 대체 과거에 살고 있다는 걸 알게 된다.

## 출연진
메인
2032년 인물
- 클로이 그레이스 머레츠 - 플린 피셔 역
- 잭 레이너 - 버턴 피셔 역
- 루이스 허섬 - 코벨 피킷 역
- 크리스 코이 - 재스퍼 베이커 역
- 애들린드 호런 - 빌리 앤 베이커 역
- 일라이 고레이 - 코너 펜스키 역

2100년 인물
- 게리 카 - 윌프 네더턴 역
- 트니아 밀러 - 셔리스 눌런드 역
- JJ 필드 - 레브 주보브 역
- 케이티 렁 - 애시 역
- 샬럿 라일리 - 얼리타 웨스트 역
- 알렉산드라 빌링스 - 에인즐리 로비어 조사관 역